# قانلي بلاغ (مقاطعة اشتهارد)
قانلي بلاغ (بالفارسية: قانلی بلاغ) هي قرية تقع في قسم بلنغ آباد الريفي (مقاطعة اشتهارد) في إيران. يقدر عدد سكانها بـ 149 نسمة .